# Gundam 00
 (mars 2011).
Mobile Suit Gundam 00 (機動戦士ガンダム00, Kidō Senshi Gandamu Daburu-ō) est une série d'animation dont la diffusion a commencé au Japon le 6 octobre 2007. Celle-ci s'est arrêtée le 29 mars 2008, à la fin de la première saison, pour reprendre le 5 octobre 2008 et se terminer le 29 mars 2009 avec la saison 2. Cette série fait partie de la saga Gundam, mais n'a pas de lien avec les œuvres antérieures (sauf un petit clin d'œil pour le premier Gundam de l'histoire qui apparaît dans le premier épisode, et un autre à l'épisode 24 et 25 à la fin de la bataille finale de la saison 2). Une suite a été produite en 2010, Gundam 00: A Wakening of the Trailblazer.

## Synopsis

### Saison 1
En l'an 2307 de notre ère, les réserves de carburants fossiles se sont épuisées, et l'humanité a dû se tourner vers l'énergie solaire. À cette époque, il existe trois ascenseurs orbitaux, équipés de systèmes de production d'énergie à partir de la lumière du soleil, chacun étant contrôlé par l'un des trois blocs de nations dominant : l'« Union » (Union of Solar Energy and Free Nations), formée du continent américain, de l'Océanie et du Japon (menée par les États-Unis d'Amérique) ; la « Ligue de la Réforme humaine », formée par la Russie, la Chine et l'Inde ; et enfin l'« AEU » (Advanced European Union), héritière de l'Union européenne. Cependant, les bénéfices retirés de ces équipements ne profitent pas à toutes les nations, attisant les rancœurs et menant à différents conflits dont certains datant du XXe siècle et du XXIe siècle (Irlande du Nord, Sri Lanka, Colombie, etc.).
L'histoire débute alors que l'ascenseur orbital de la Ligue de la Réforme humaine est victime d'une attaque terroriste. Attaque contrecarrée par l'intervention d'une organisation inconnue, qui possède des Mobile Suit Gundam, et qui répond au nom de « Celestial Being ». Cette nouvelle organisation annonce qu'elle utilisera désormais ces Gundam et leur force pour mettre fin à tous les conflits armés existants, sans distinction de race, religion ou de nationalité des belligérants.

### Saison 2
Quatre ans après les événements de la première saison, Tieria Erde est le seul Gundam Meister à mener des missions au nom des Celestial Being, aux commandes d'un Gundam de nouvelle génération : le Seravee Gundam.
Les nations du monde se sont unies et ont formé la « Fédération ». Une organisation secrète, Katharon (カタロン), est accusée par la Fédération de troubler l'ordre mondial. Pour contrecarrer leurs actions, celle-ci créée une organisation de préservation indépendante de l'armée : A-Laws, le nouvel ennemi de Celestial Being. Les A-Laws, sous contrôle des Innovators, supplantent l’armée régulière et étendent leur influence jusque dans les sphères politiques. Grâce à l′ IA nommé « Veda », les Innovators contrôlent les flux d'informations de toute la planète et permettent aux A-Laws de mener leurs actions de destruction de masse sans que les populations des pays riches n'en soient informées. Les Innovators, qui ont été créés, de même que Veda par les membres de Celestial Being ont eux aussi pour objectif, une paix universelle où les humains pourraient s'élever spirituellement et devenir à leur tour des « vrais Innovators ».

### Le film
Après la dissolution des A-Laws, il est mis en place à la fin de la deuxième saison un nouveau gouvernement. Quelques années plus tard, un organisme extraterrestre s'approche de la Terre: les ELS...

## Musiques
- Génériques d'ouverture
  - Daybreak's Bell, par L'Arc-en-Ciel (épisodes 1 à 13)
  - Ash Like Snow, par The Brilliant Green (épisodes 14 à 25)
  - Hakanaku mo Towa no Kanashi, par UVERworld (saison 2, épisodes 2 à 13)
  - Namida no mukou, par Stereopony (saison 2, épisodes 14 à 25)

- Génériques de fin
  - Wana (« Traquenard »), par The Back Horn (épisodes 1 à 13)
  - Friends, par Stephanie (épisodes 14 à 24)
  - Daybreak's Bell, par L'Arc-en-Ciel (épisode 25)
  - Hakanaku mo Towa no Kanashi, par UVERworld (saison 2, épisode 1)
  - Prototype, par Chiaki Ishikawa (saison 2, épisodes 2 à 13)
  - Trust you, par Yuna Ito (saison 2, épisodes 14 à 25)

- Insert songs
  - Love Today, par Taja (épisodes 19 et 24)
  - Unlimited Sky, par Tommy heavenly6 (saison 2, épisode 7)

## Autres médias
La série a été adaptée en trois mangas par Kōzō Ōmori en 2008 (chez Kadokawa Shoten), puis par Tomohiro Chiba et Koichi Tokita dans une histoire parallèle intitulée Mobile Suit Gundam 00F. La suite se nomme Mobile Suit Gundam 00I. Enfin, un dernier manga nommé Mobile Suit Gundam 00 : Aoi kioku de Tarō Shiguma se concentre sur l'histoire des Gundam meister. Deux romans graphiques intitulés Mobile Suit Gundam 00P et Mobile Suit Gundam 00V ont également été publiés.
Au-delà du manga, le scénario de la série a été rédigé en une suite de romans par Kimura Tooru entre 2008 et 2010,.